# Мікела Гуццетті
Мікела Гуццетті (італ. Michela Guzzetti, 29 квітня 1992) — італійська плавчиня.
Учасниця Олімпійських Ігор 2012 року.